# Lavatrut
Lavatrut (Leucophaeus fuliginosus) är världens mest sällsynta måsfågel som enbart häckar i Galápagosöarna.

## Utseende
Lavatruten är en medelstor mås, 51–55 centimeter och 380 gram i vikt. Den är omisskännlig med sin mycket mörka askgrå fjäderdräkt, mörkast på vingar och blekast på buk och undergump. Huvudet är märkbart mörkare med vita ögonlock, svart näbb och rödfärgad på munnens insida. Även benen är svarta.

## Utbredning och status
Lavatruten förekommer enbart på Galápagosöarna där den är vida spridd. Trots att lavatruten troligen inte minskar kategoriserar internationella naturvårdsunionen IUCN den som sårbar dels på grund av att populationen är så liten (900–1 200 individer), dels på grund av ett antal möjliga hot. Ett problem är att den är som allra vanligast förekommande i tre hamnar som inte ingår i de skyddade områdena på Galápagosöarna

### Släktestillhörighet
Länge placerades merparten av måsarna och trutarna i släktet Larus. Genetiska studier visar dock att arterna i Larus inte är varandras närmaste släktingar. Pons m.fl. (2005) föreslog att Larus bryts upp i ett antal mindre släkten, varvid lavatruten placerades i Leucophaeus. Amerikanska  American Ornithologists' Union (AOU) följde rekommendationerna i juli 2007. Brittiska British Ornithologists’s Union (BOU) liksom Sveriges ornitologiska förenings taxonomikommitté (SOF) valde dock initialt att behålla arterna urskilda i Leucophaeus i Larus eftersom studier inte visar på några osteologiska skillnader släktena emellan. Efter att även de världsledande auktoriteterna Clements m.fl. och International Ornithological Congress IOC erkände Leucophaeus följde även SOF (då under namnet BirdLife Sverige) efter 2017. BirdLife International inkluderar dock fortfarande Leucophaeus i Larus.

## Ekologi

### Häckning
Olikt de flesta måsarter häckar lavatruten inte i kolonier, endast undantagsvis närmare varandra än 100 meter. De är mycket territoriella och försvarar sitt lilla revir på 70 meter i diameter. Lavatruten häckar på marken, gärna i skydd av växtlighet och nära lugnt vatten. Den lägger två olivfärgade och välkamouflerade ägg som den ruvar i 32 dagar. Efter 55 dagar lämnar ungarna boet, men föräldrarna fortsätter att ta hand om dem ytterligare flera veckor. Potentiella bopredatorer är jorduggla, praktfregattfågel, andra lavatrutar eller introducerade däggdjur.

### Föda
Lavatruten är liksom de flesta måsar allätare som gärna plundrar fågelbon, men fångar också fisk, skaldjur, ödleungar, sköldpaddor och iguanor. De äter också moderkakan från en sjölejon som just fött ungar.